# ジー・アイ・ティー
株式会社ジー・アイ・ティー（英: GIT Co.Ltd.）は、放送用、業務用から民生用の各種ビデオ・DVDのコピー、ダビング及びTV方式変換作業を行っている日本の映像企業。

## 業務内容
- 業務用および放送用映像の編集
- ビデオ・DVDの編集およびダビング
- ハイビジョンメディアのダウンコンバートおよびアップコンバート
- 3D立体映像の制作
- 3D立体映像撮影装置の研究開発
- 3D立体映像を利用した各種サービスのプロデュース

## 村上幹次代表
同社代表取締役の村上幹次は多機能観察装置に関する特許
を日本国内および特許をアメリカ・中国・ブラジル・ロシア・EUでも保有している。また、3D立体映像を利用した遠隔医療・沿革介護システムの開発にも携わっている。

## 関連特許
- 特許公開2004－008455 カードセット及び立体撮像装置
- 特許公開2003－140084 立体像観察装置
- 特許公開2003－132235 ショッピングストアの構造、情報交換装置及び方法
- 特許公開2002－034940 緊急連絡装置
- 特許公開2001－201718 多機能観察装置
- 特許公開平10－070741 多角度撮影用の撮像装置
- 特許公開平09－006225 体感環境生成装置
- 特許公開平06－320961 収納装置
- 特許公開平06－154354 立体映像を用いたトレーニング装置
- 特許公開平06－150186 盲人誘導装置
- 特許公開平06－133339 立体撮像支援装置
- 特許公開平06－125573 3次元撮像装置
- 特許公開平06－043320 偏光制御板及び表示システム
- 特許公開平05－289602 立体映像を伴う体感環境装置

## 関連会社
- 株式会社アイ・ティー・エー (ITA Co. LTD) 北九州市八幡西区森下町26-7
- 株式会社エフスタジオ